# 中臣丸張弓
中臣丸 張弓（なかとみのわに の はりゆみ）は、奈良時代の貴族。姓は連のち朝臣。官位は正五位下・伊予守。

## 出自
中臣丸氏（中臣丸連）は中臣氏の一族で、和珥氏（和珥臣）の部曲の首長を務めた丸部氏（丸部連）と同族とも想定される。

## 経歴
天平18年（746年）外従五位下に叙せられ、翌天平19年（747年）皇后宮亮に任ぜられて、光明皇后に仕える。衛門員外佐を経て、天平勝宝元年（749年）に皇后宮職が紫微中台に改編されると紫微少忠として再び光明皇后に仕える。天平勝宝6年（754年）因幡守として地方官に転じ、天平勝宝9歳（757年）には内位の従五位下に叙せられている。
淳仁朝では造宮輔を務め、天平宝字3年（759年）には保良宮の造営を行っている。天平宝字7年（763年）伊予介として地方官に転じる。翌天平宝字8年（764年）に発生した藤原仲麻呂の乱での活動内容は不明だが、乱後の10月に伊予守に昇格し、翌天平神護元年（765年）正月には正五位下に昇叙されている。天平神護2年（766年）一族26人が連姓から朝臣姓に改姓した。

## 官歴
『続日本紀』による。
- 時期不詳：正六位上
- 天平18年（746年） 4月22日：外従五位下
- 天平19年（747年） 11月4日：皇后宮亮（皇后・藤原安宿媛）
- 時期不詳：衛門員外佐
- 天平勝宝元年（749年） 8月10日：紫微少忠
- 天平勝宝6年（754年） 9月4日：因幡守
- 天平勝宝9歳（757年） 5月20日：従五位下（内位）
- 天平宝字3年（759年） 11月16日：見造宮輔
- 天平宝字5年（761年） 10月28日：従五位上
- 天平宝字7年（763年） 正月9日：伊予介
- 天平宝字8年（764年） 10月20日：伊予守
- 天平神護元年（765年） 正月7日：正五位下
- 天平神護2年（766年） 3月30日：連姓から朝臣姓に改姓